# Afrikanizirana čebela
Afrikanizirana čebela, znana tudi kot »morilska čebela«, je hibrid medonosne čebele, ki izvira iz Tanzanije in se je v drugi polovici 20. stoletja razširil v Severni in Južni Ameriki.
Med pikom afrikanizirana čebela izpusti 30 % manj strupa od medonosnih pasem. Vendar pa je veliko agresivnejša in brani svoje ozemlje tudi ob najmanjši provokaciji. Zaradi tega je v medijih imenovana s senzacionalističnim nazivom »morilska čebela«. V primerjavi z evropskimi podvrstami čebel se odloči za pik trikrat hitreje, morebitnega sovražnika pa sledi na veliko večjo razdaljo kot njene »sorodnice« iz Evrope. Tako na primer so kmetje v Keniji, ki so imeli težave s čredo slonov, ki so jim uničevali pridelke, začeli uporabljati bojevite afriške čebele za obrambo svojih polj. Čebele preganjajo slone tudi po več kilometrov.

## Zgodovina
Trenutno je 28 priznanih podvrst medonosne čebele. Geografska izolacija je privedla do številnih lokalnih prilagoditev. Te prilagoditve vključujejo cikle zalege, sinhronizirane z obdobjem cvetenja lokalne flore, ki oblikujejo zimsko gručo pri hladnejših podnebjih, selitvenim mrgolenjem v Afriki, okrepljenega pašnega vedenja pri puščavskih območjih in številnimi drugimi dednimi lastnostmi. Prve afrikanizirane čebele so odkrili v ZDA leta 1985 v San Joaquin Valley v Kaliforniji.
Afriška čebela je nastala leta 1957 v okviru projekta parjenja evropske čebele in afriške čebele. Ena od prvih živali, ki so jo evropski naseljenci prinesli v Afriko, je bila evropska čebela (Apis mellifera). Brazilska vlada je 1956 leta bila za to da se ustvari nova vrsta čebel odpornih na vlažno in tropsko podnebje, zaradi tega je uvozila 46 matic iz Pretoria (Južna Afrika) in eno matico iz Tabora (Tanzanija) ter jih postavila v panj v Rio Claro. Projekt je vodil genetik Warwick Kerr Esteve. Leta 1957 je 26. rojev z afriške matice pobegnilo iz panja in v naslednjih tridesetih letih, križanja z evropskimi čebelami, so vse čebele v Južni in Severni Ameriki postale "afrikanizirane". Javnost ni bila pravi čas obveščena o nastanku novo nastalih čebel v primerjavi s prejšnjimi vrstami, kar je privedlo do tragičnih primerov s smrtnimi posledicami.

## Geografska razprašenost
Od leta 2002 so se afrikanizirane čebele razširile iz Brazilije proti jugu do severne Argentine in na sever do Srednje Amerike, Trinidada, Mehike, Teksasa, Arizone, Nevade, Nove Mehike, Floride in Južne Kalifornije. Njihovo širitev so začasno ustavili v vzhodnem Teksasu, verjetno zaradi velike koncentracije čebeljih panjev na tem območju. Junija 2005 je bilo ugotovljeno, da so čebele prodrle mejo v Teksasu in so se razširile na jugozahodu Arkansasa. 11. septembra 2007 je komisar Bob Odom z ministrstva za kmetijstvo in gozdarstvo dejal, da so se afrikanizirane ustalile na območju New Orleansa. V februarju 2009 so bile afrikanizirane čebele najdene v južnem Utahu. Oktobra 2010 je 73-letnega moškega ubil roj afrikaniziranih čebel. V letu 2012 so državni uradniki poročali, da so kolonijo našli prvič v čebelarskem naselju v Monroe County, v vzhodnem Tennesseeju. Junija 2013 je roj čebel ubil še 62-letnega Larryja Goodwina iz mesta Moody v Teksasu.
V območjih s tropskim podnebjem učinkovito tekmujejo z evropskimi čebelami. Razpravljali so o namestitvi večjega števila panjev z evropskimi pasmami na strateških lokacijah, predvsem nad Panamskim prekopom, vendar različne nacionalne in mednarodne kmetijske službe niso mogle preprečiti širjenja čebel. Trenutno poznavanje genetike afrikaniziranih čebel kaže, da takšna stretegija ne bi uspela.

## Preventiva
Zaradi velike agresivnosti in obrambnosti svojega ozemlja pri taki vrsti čebel se išče drugačen pristop. Ameriški čebelarji so se naučili, da morajo nositi čisto bele obleke in pri delu uporabiti veliko več dima. Razdalja med dvema panjema mora biti vsaj dva metra, še bolje pa je, če med njima obstaja drevo ali grm.